# 獎金
獎金是指公司給職工基本工资之外的金錢獎勵。奖金是激励員工的方式之一。通常員工每月的基本工资只有固定的金额，但奖金金額往往会不固定，例如獎金會根據年营业额以及吸引的客户数量來計算。